# Becky Hill

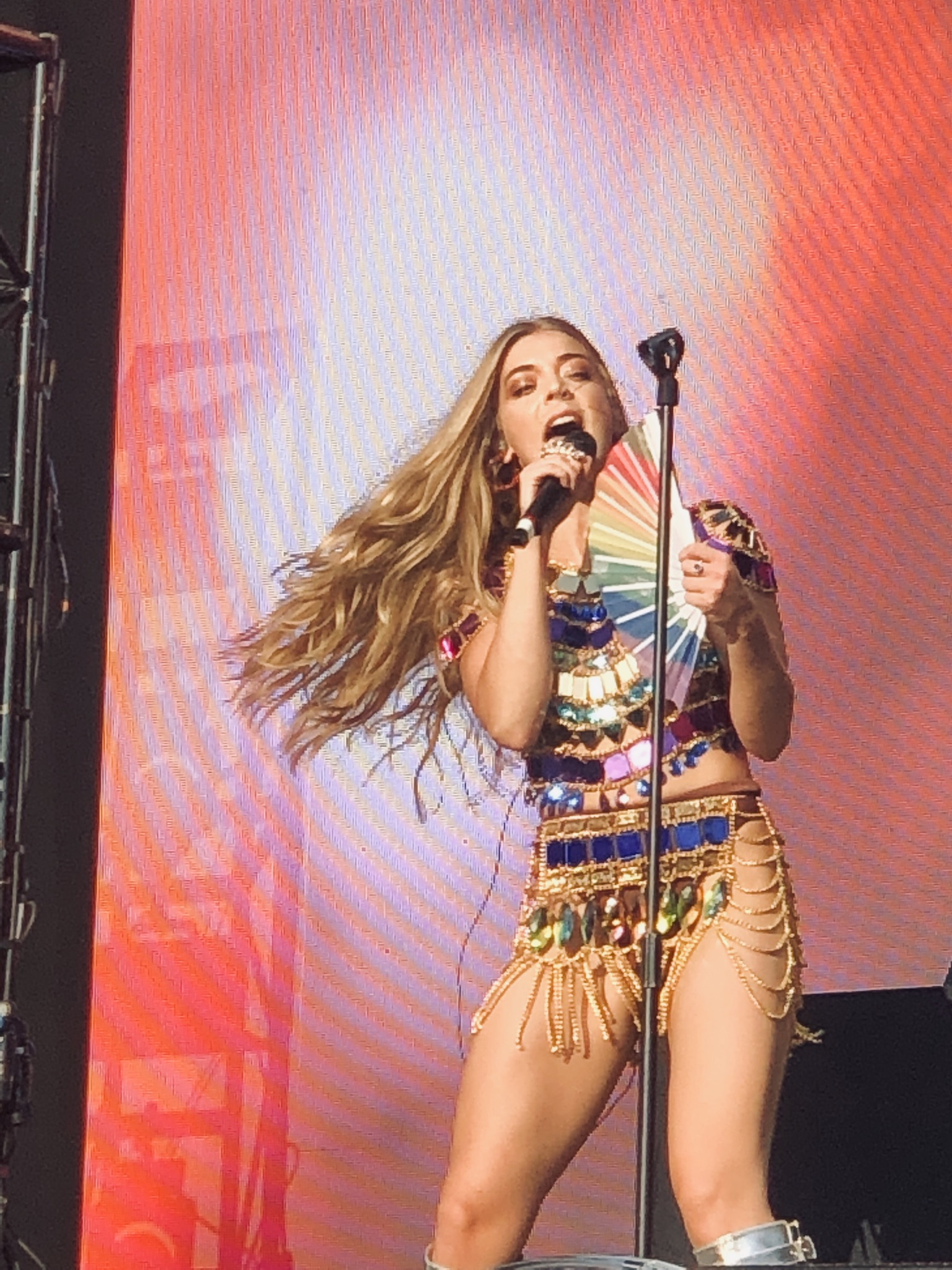
Becky Hill (2019)

Rebecca Claire „Becky“ Hill (* 14. Februar 1994 in Bewdley) ist eine britische Popsängerin, die hauptsächlich im EDM/House-Segment tätig ist.

## Leben
Hill nahm 2012 an der ersten Staffel der Castingshow The Voice UK teil. In der Gruppe von Coach Jessie J schaffte sie es bis zum Halbfinale. In der Folgezeit erschienen einige Singles von ihr als Featuring. Als Sängerin des Future-House-Titels Gecko (Overdrive) von Oliver Heldens erreichte sie 2014 Platz 1 der britischen Charts.
Ihre Solosingle Losing, produziert von MNEK, erreichte Platz 56 in den UK-Charts. Es erschienen weiter viele Dance-Tracks diverser Produzenten mit ihr als Featuring. Auch war sie bei zahlreichen Titeln als Co-Autorin erwähnt. 2019 erschien das Kompilation-Album Get to Know bei Polydor mit ihren größten Hits der letzten Jahre. Dieses erreichte Platz 20 in den britischen Albencharts.

## Diskografie
Studioalben

| Jahr | Titel                      | Höchstplatzierung, Gesamtwochen, AuszeichnungChartsChartplatzierungen (Jahr, Titel, Platzierungen, Wochen, Auszeichnungen, Anmerkungen) | Anmerkungen                                               |
| Jahr | Titel                      | UK | Anmerkungen                                               |
| ---- | -------------------------- | --- | --------------------------------------------------------- |
| 2021 | Only Honest on the Weekend | UK7 Platin · (88 Wo.)UK | Erstveröffentlichung: 27. August 2021 Verkäufe: + 317.500 |
| 2024 | Believe Me Now?            | UK3 Silber · (13 Wo.)UK | Erstveröffentlichung: 31. Mai 2024 Verkäufe: + 60.000     |